# Паниквы
Паниквы (бел. Паніквы) — деревня в Каменецком районе Брестской области Белоруссии. Входит в состав Волчинского сельсовета. Население — 103 человека (2019).

## География
Паниквы находятся в 4 км к западу от центра сельсовета, деревни Волчин и в 12 км к юго-западу от города Высокое. Деревня стоит в 5 км от реки Западный Буг, по которому здесь проходит граница с Польшей, деревня включена в приграничную зону с особым порядком посещения. Местные дороги ведут в деревни Волчин, Новосёлки и Крынки.

## История
Из письменных источников деревня известна с XVI века, принадлежала Вагановским.
В XVII веке входила в состав Берестейского повета Берестейского воеводства Великого княжества Литовского, принадлежала брестским иезуитам. В начале XVIII века иезуиты выстроили в Паниквах католический храм.
После третьего раздела Речи Посполитой (1795) Паниквы в составе Российской империи, принадлежали Брестскому уезду Гродненской губернии.
В XIX веке в деревне построена деревянная православная Успенская церковь (сохранилась).
В 1857 году Паниквы входили в состав имения Волчин, принадлежавшего Пусловским. По переписи 1897 года насчитывали 54 двора, 516 жителей, действовали православная церковь и школа грамоты.
Согласно Рижскому мирному договору (1921) деревня вошла в состав межвоенной Польши, где принадлежала Брестскому повету Полесского воеводства. В 1925 году насчитывала 73 двора и 311 жителей. С 1939 года в составе БССР. В годы Второй мировой войны на фронтах погибли 29 жителей деревни.

## Достопримечательность
- Свято-Успенская церковь. Построена в XIX веке из дерева, памятник архитектуры. Церковь включена в Государственный список историко-культурных ценностей Республики Беларусь[5] —  Историко-культурная ценность Республики Беларусь, шифр 113Г000358

## Галерея

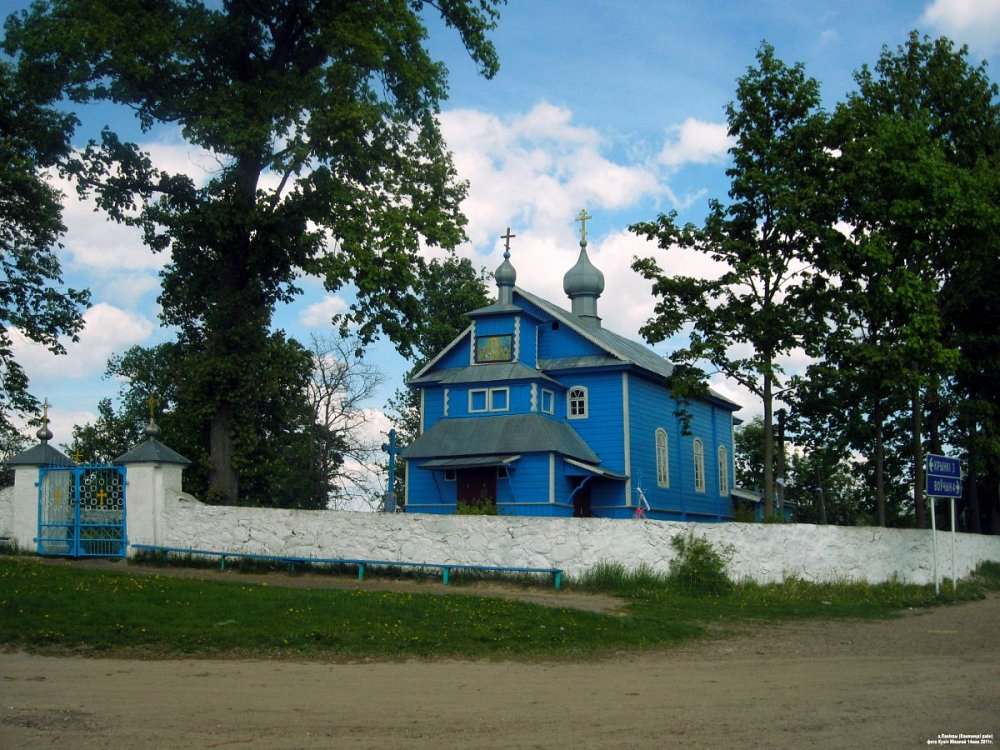
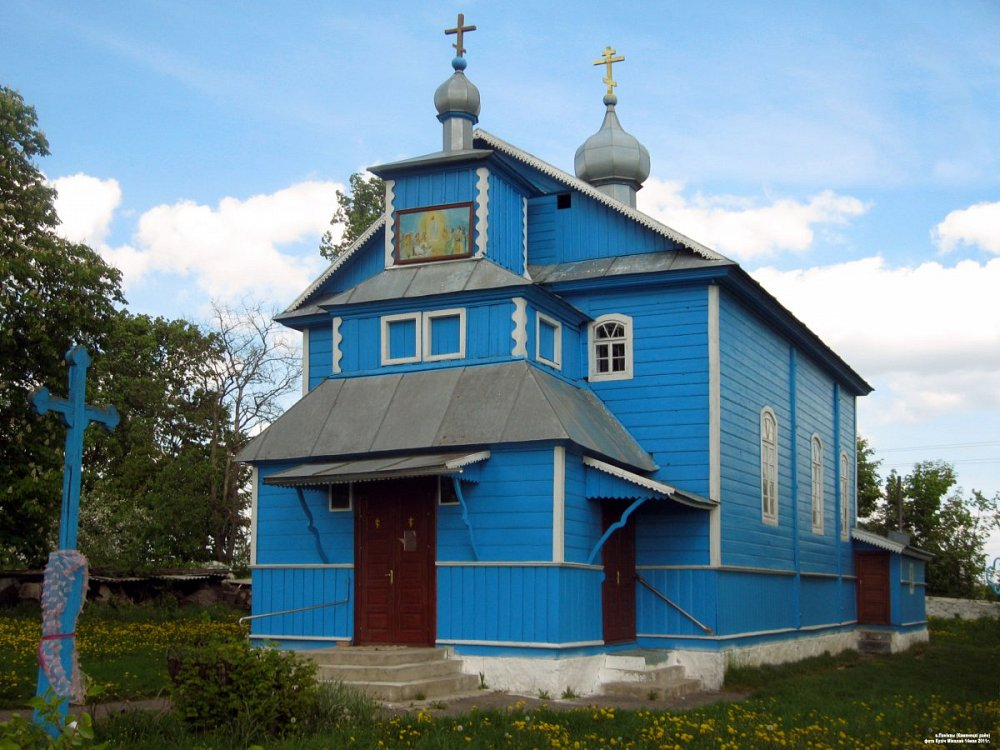